# Gifford (Illinois)
Gifford és una població dels Estats Units a l'estat d'Illinois. Segons el cens del 2000 tenia 815 habitants.

## Demografia
Segons el cens del 2000, Gifford tenia 815 habitants, 301 habitatges, i 222 famílies. La densitat de població era de 499,5 habitants/km².
Dels 301 habitatges en un 33,2% hi vivien nens de menys de 18 anys, en un 63,5% hi vivien parelles casades, en un 8,3% dones solteres, i en un 26,2% no eren unitats familiars. En el 22,6% dels habitatges hi vivien persones soles l'11,3% de les quals corresponia a persones de 65 anys o més que vivien soles. El nombre mitjà de persones vivint en cada habitatge era de 2,45 i el nombre mitjà de persones que vivien en cada família era de 2,85.
Per edats la població es repartia de la següent manera: un 22,5% tenia menys de 18 anys, un 6,3% entre 18 i 24, un 27,1% entre 25 i 44, un 21,2% de 45 a 60 i un 22,9% 65 anys o més.
L'edat mediana era de 41 anys. Per cada 100 dones de 18 o més anys hi havia 84,8 homes.
La renda mediana per habitatge era de 46.667 $ i la renda mediana per família de 55.375 $. Els homes tenien una renda mediana de 36.905 $ mentre que les dones 25.568 $. La renda per capita de la població era de 22.040 $. Aproximadament el 0,9% de les famílies i l'1,8% de la població estaven per davall del llindar de pobresa.

## Poblacions properes
El següent diagrama mostra les poblacions més properes.